# Eula Beal
Eula Beal (25 de enero de 1919 - 29 de julio de 2008) fue una contralto estadounidense que actuó en la década de los años 40.

## Biografía
Nació en Riverside en el estado de California (EE. UU.). Su matrimonio en 1942 hizo que su carrera fuese corta al priorizar su vida familiar frente a la artística. Aun así, llegó a trabajar con la Orquesta Filarmónica de Los Ángeles con quien interpretó la Octava Sinfonía y la colecciones de canciones Canciones a los niños muertos de Gustav Mahler, bajo la batuta de Eugene Ormandy. También participó en el Festival de Tanglewood y trabajó con las orquestas estadounidenses Boston Pops o la Orquesta Sinfónica de Phoenix.
La fama le llegó en 1947 con en la película documental Concert Magic. Consistía en la filmación de música clásica donde Eula Beal trabajó junto al violinista Yehudi Menuhin, los pianistas Adolph Baller, Jakob Gimpel y Marguerite Campbell, y la Orquesta Sinfónica de Hollywood bajo la dirección de Antal Doráti. En la película se incluyeron las piezas: Ave Maria de Charles Gounod, Erlkönig y Ave Maria de Franz Schubert, la pieza de Piotr Ilich Chaikovski None but the lonely heart y un  fragmento del oratorio la Pasión según San Mateo de Johann Sebastian Bach. 
En 1948, se sumergió en el repertorio operístico en la temporada de la Ópera de San Francisco. Hizo el rol de Erda de la obra de Richard Wagner Sigfrido y la niñera en la opera Borís Godunov de Modest Músorgski.
Tras su retirada a principios de los años 50, Eula Beal participó en contados proyectos musicales, siempre dentro del estado de California, colaborando especialmente con la Orquesta Sinfónica de San Francisco.
Falleció en Napa, California.